# 6884 Takeshisato
6884 Takeshisato este un asteroid din centura principală de asteroizi.

## Descriere
6884 Takeshisato este un asteroid din centura principală de asteroizi. A fost descoperit pe 17 octombrie 1960 la Observatorul Palomar de Cornelis Johannes van Houten, Ingrid van Houten-Groeneveld și Tom Gehrels. Asteroidul prezintă o orbită caracterizată de o semiaxă mare de 2,28 ua, o excentricitate de 0,13 și o înclinație de 2,0° în raport cu ecliptica.